# Autostrada CT.04
L'autostrada Hanoi-Haiphong (sigla CT.04) è un'autostrada vietnamita lunga 105,5 chilometri che collega la capitale Hanoi con la città portuale di Haiphong.

## Storia
I lavori di costruzione dell'autostrada ebbero inizio il 2 febbraio 2009 e si conclusero il 5 dicembre 2015.

## Tabella percorso
| Autostrada Hanoi-Haiphong |                                                                         |       |      |           |          |
| Tipo                      | Indicazione                                                             | ↓km↓  | ↑km↑ | Provincia | Asiatica |
|                           | Đường Cổ Linh da/per Hanoi Centro                                       | 0,0   | ..   | Hanoi     | AH14     |
|                           | QL.1 per Autostrada CT.03 e Tangenziale di Hanoi CT.20                  | 0,1   | ..   | Hanoi     | AH14     |
|                           | Barriera                                                                | 11,0  | ..   | Hung Yen  | AH14     |
|                           | Yen My                                                                  | 22,0  | ..   | Hung Yen  | AH14     |
|                           | Area di servizio                                                        | 25,0  | ..   | Hung Yen  | AH14     |
|                           | Hải Dương                                                               | 50,0  | ..   | Hai Duong | AH14     |
|                           | Area di servizio                                                        | 53,0  | ..   | Hai Duong | AH14     |
|                           | Haiphong Ovest Zona Industriale di Trang Due                            | 74,0  | ..   | Haiphong  | AH14     |
|                           | Area di servizio Tram Dich Vu                                           | 77,0  | ..   | Haiphong  | AH14     |
|                           | Barriera                                                                | 95,0  | ..   | Haiphong  | AH14     |
|                           | Haiphong Sud                                                            | 96,0  | ..   | Haiphong  | AH14     |
|                           | Tân Vũ - traghetti per l'isola di Cat Ba Terminal Container di Haiphong | 101,0 | ..   | Haiphong  | AH14     |
|                           | Autostrada CT.09 per Hạ Long                                            | 104,8 | ..   | Haiphong  | AH14     |
|                           | Porto di Haiphong-Chua Ve Porto di Haiphong-Dinh Vu Haiphong Est        | 105,5 | ..   | Haiphong  | AH14     |